# Emilie Sofia Högquist

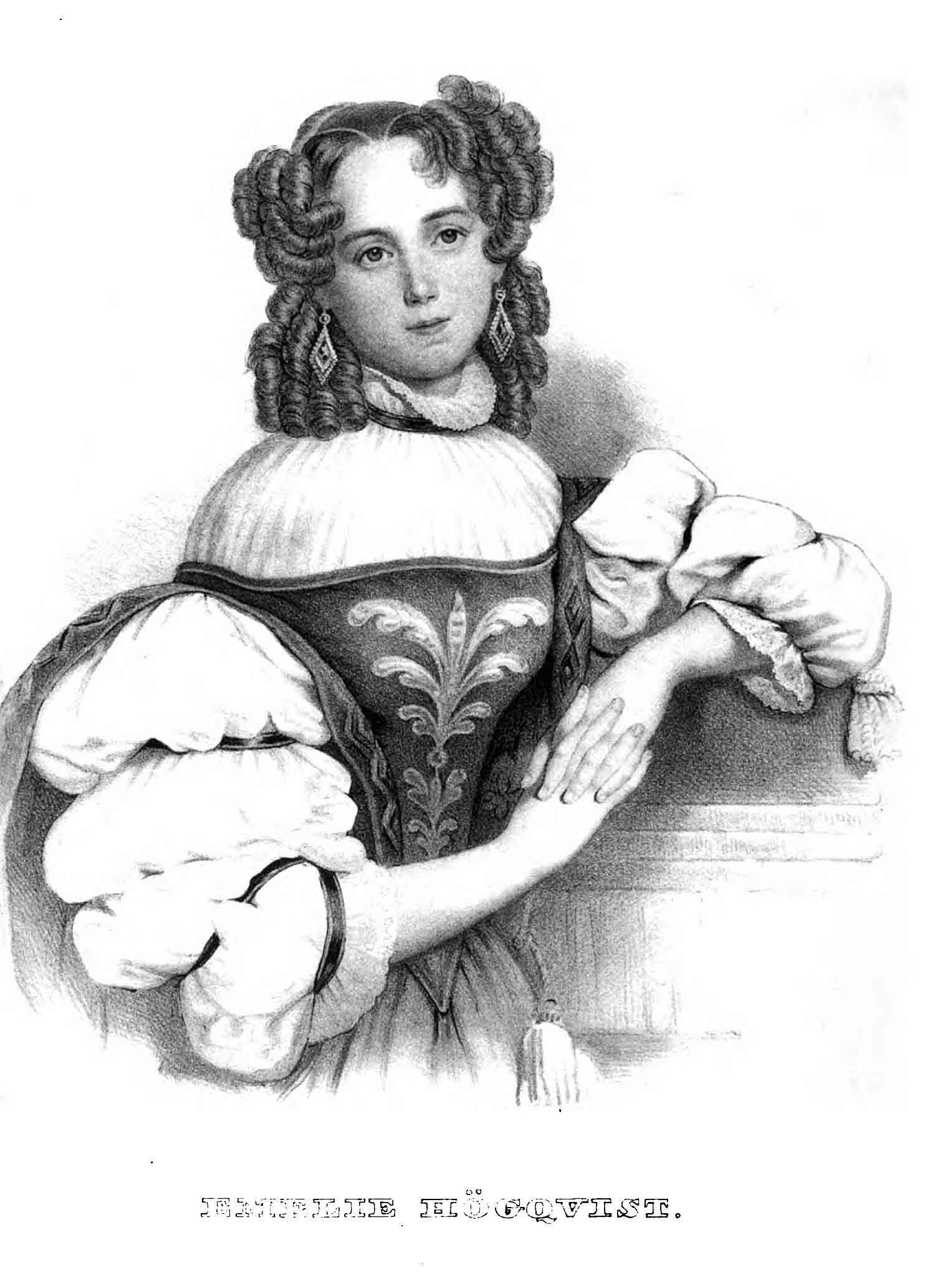
Emilie Sofia Högquist

Emilie Sofia Högquist, genannt Aspasia (* 29. April 1812 in Stockholm; † 18. Dezember 1846 in Turin) war eine schwedische Schauspielerin und Mätresse von König Oskar I. von Schweden.

## Leben
Emilie Sofia war die einzige Tochter von Anders Högquist, Kammerherr von Graf Carl De Geer, und seiner Frau Anna Beata Hedvall, sowie die jüngere Schwester des berühmten schwedischen Schauspieler Jean Högquist.
Högquist machte ihre Ausbildung am Königlichen Dramatischen Theater in Stockholm, Anfang 1828 debütierte sie und blieb bis 1831 dem Ensemble erhalten. Sie war die meist gefeierte Primadonna ihrer Zeit und wurde schwedische Aspasia genannt. Keine andere Schauspielerin aus Schweden, ausgenommen vielleicht Jeanette Fredrique Löf (1760–1813) die Lieblingsdarstellerin von König Gustav III., hatte vorher so eine hohe Popularität und Erfolg.
Mit dem britischen Diplomaten John Bloomfield hatte sie eine Tochter mit dem Namen Thekla (* 15. Oktober 1833). Später machte sie die Bekanntschaft mit dem damaligen Kronprinzen und späteren König Oskar I. von Schweden. Dieser mietete für Emilie Sofia eine Luxuswohnung in Stockholm und machte sie zu seiner Mätresse. Aus der Liaison gingen zwei Söhne hervor: Hjalmar Högquist, Prinz von Lappland (1839–1874) und Max Högquist, Prinz von Lappland (1840–1872).
Emilie Sofia Högquist starb in Turin, wo sie wegen ihrer Tuberkulose zur Kur war.

## Filme
- 1939: Emilie Högqvist[1]